# Fethullah Gülen
Fethullah Gülen (n. 27 aprilie 1941, Pasinler⁠(d), Provincia Erzurum, Turcia – d. 20 octombrie 2024, Stroud Township⁠(d), Pennsylvania, SUA) a fost un învățat, teolog islamic, gânditor, poet și scriitor prolific, predicator și autor turc, auto-exilat în Saylorsburg, Pennsylvania (SUA).
Născut în Erzurum, estul Turciei, în anul 1941, Fethullah Gülen a devenit un învățat islamic și gânditor, precum și un scriitor și poet prolific. El a învățat științele religioase de la câțiva învățați musulmani și maeștri spirituali foarte cunoscuți. Gülen a studiat de asemenea și principiile și teoriile științelor moderne sociale și fizice. Datorită abilităților sale excepționale în ale învățatului, la puțin timp el și-a întrecut colegii. În 1958, după ce a obținut rezultate deosebite la examene, a fost premiat cu licența de predicator al statului, și la scurt timp i s-a oferit un loc de muncă în Izmir, a treia provincie ca mărime a Turciei. În acest oraș s-a cristalizat tot ceea ce el a studiat și a reprezentat baza muncii lui. În predicile pe care le ținea, acesta sublinia problemele sociale apăsătoare ale acelor timpuri: țelul lui principal era să atragă atenția tinerei generații asupra iluminării intelectuale prin activism și spiritualitate.
El este privit ca inițiatorul și omul care a inspirat mișcarea socială mondială cunoscută sub numele de Mișcarea Gulen, care a devenit un fenomen semnificativ în Turcia și pe plan internațional. Comunitatea inspirată de către predicatorul islamic Fethullah Gulen cuprinde în prezent câteva milioane de adepți. Aceștia s-au implicat în sute de proiecte concentrate pe societatea civilă și au deschis mai mult de 800 de școli pe tot globul. De asemenea, au fost puse bazele a numeroase organizații de voluntariat non-profit, fundații și asociații în Turcia și peste hotare care sprijină acordarea de burse școlare. În iulie 2008, el s-a aflat în topul celor o sută de intelectuali publici, în revista Foreign Policy. 
Fethullah Gulen trăiește din 1999 în auto-exil, în Pennsylvania, Statele Unite. Acesta relevă o versiune hanefită a islamului, fiind inspirat de ideile și cugetările lui Said Nursi. De asemenea, este un promotor al dialogului interconfesional (a inițiat dialogul cu Vaticanul și cu unele organizații evreiești), al educației, al păcii, al toleranței, democrației și inovației. Învățăturile lui sunt derivate din islamul sunnit și sunt modernizate. De asemenea, Fethullah Gulen este implicat activ în dezbateri sociale privind viitorul statului turc și islamismul în lumea modernă. Acesta susține numeroase cursuri, seminarii și conferințe pe diverse teme printre care: moralitatea, iubirea de Allah, importanța rugăciunii, viața metafizică, Coranul, zakat-ul.
Gülen a murit la 20 octombrie 2024.

## Biografie
Fethullah Gulen s-a născut în data de 27.04.1941, în localitatea Erzurum din estul Turciei. În anii `50, acesta și-a completat studiile și educația religioasă sub îndrumarea a diverși învățați sufi. Gulen a primit primele informații despre islam și limba arabă de la tatăl său care avea pregătire în domeniul teologiei islamice (turcă: molla, arabă: mullah). Această educație primită a fost apanajul unui sistem informal de învățământ, ce nu avea legătură cu educația susținută de către stat. La sfârșitul anilor `50, Fethullah Gulen a intrat în contact cu operele lui Said Nursi, însă nu l-a întâlnit niciodată pe celebrul autor. Gulen a primit lecții despre misticism și religie de la Muhammad Lutfi Efendi, pe linia esoterică a ordinului sufit Qadiri. Însă, pregătirea sa a fost completată de studii în domeniul istoriei, filosofiei, științelor naturale, literaturii, Gulen citind opere ale unor personalități europene: Immanuel Kant, David Hume, Albert Camus, Jean Paul Sartre.
După ce a trecut un examen organizat de către DIYANET (Directoratul pentru Afaceri Religioase din Turcia) în 1958, Fethullah Gulen a început să predice și să predea în provincia Edirne. Acesta și-a înbogățit cunoștințele prin studiu autodidactic în diverse domenii: științe sociale, științe naturale, filozofie, literatură. Printre personalitățile care au avut un impact asupra dezvoltării sale pot fi amintite: Abu Hanifa, Al-Ghazali, Imam Rabbani, Yunus Emre și Said Nursi. În perioada de tinerețe își folosea banii pentru a cumpăra și distribui materiale publicate în vederea  contracarării acțiunilor militanților ateiști agresivi și a comuniștilor. Acesta observa erodarea valorilor tradiționale în rândul tinerilor și implicarea acestora în acțiuni conflictuale, criminale. Aceste experiențe i-au influențat gândirea și i-au întărit speranța în oameni și în viață.
În 1961, Fethullah Gulen și-a început serviciul militar în Ankara fiind ulterior mutat ulterior în orașul Iskenderun, pe coasta Mării Mediterane. Comandantul său i-a apreciat capacitățile intelectuale și i-a dat să citească cărți de filozofie ale unor autori occidentali, menținându-i astfel viu modul său de viață ascetic.
În 1963, după îndeplinirea serviciului militar, Fethullah Gulen a co-înființat o asociație anti-comunistă în Erzurum, unde purta discuții despre moralitate. În 1964, acesta ocupă un post în Edirne și devine o persoană influentă în rândul tinerilor și oamenilor obișnuiți. Autoritățile statului turc (laice) nu erau de acord cu discursurile pe care le susținea Fethullah Gulen și cu influența crescândă pe care acesta o avea în rândul oamenilor. Ulterior, în 1965 acesta pleacă în alt oraș, la Kirklareli, unde după orele de muncă, organiza în fiecare seară lecturi și discuții. 
După eliberarea unui post, Fethullah Gulen pleacă la Izmir unde se ocupă de organizarea unei moschei și ține numeroase discursuri în satele din regiune pe diverse subiecte: pace, dreptate socială, filozofie, armonizarea intelectului cu spiritualitatea prin credință. Discursurile sale erau înregistrate pe casete și distribuite prin sate. De asemenea, se ocupă cu organizarea unor tabere de vară pentru elevii de liceu. În această perioadă se definitivează ideile sale cu privire la educație, iar prelegerile sale au un public din ce în ce mai mare.  
În 1970 a fost arestat pentru 6 luni, în momentul eliberării punându-i-se condiția să nu mai țină adunări publice. Un an mai târziu își părăsește postul, dar rămâne în continuare predicator și se ocupă de educația unor copii din regiunea Aegean, fondurile pentru desfășurarea activității venind de la comunitatea locală. Între 1972-1975 a ocupat mai multe posturi de predicator în orașe din regiunile Aegean și Marmara. Acesta a organizat mai multe cămine unde erau educați copiii, departe de mediul hiper-politicizat. Fondurile și sistemul de burse pentru aceștia erau susținute de comunitatea locală, astfel luând naștere Hizmet-ul.  În 1977, Fethullah Gulen călătorește în nordul Europei, vizitând și predicând în fața comunităților turcești cu scopul de a le trezi conștiința cu privire la rolul educației. În același an a fost chemat să predice în fața unor demnitari în cadrul moscheii albastre din Istanbul. În 1979, fundația lui Fethullah Gulen a început să publice un ziar lunar, Sizinti, care a ajuns să aibă cel mai mare tiraj din Turcia. În februarie 1980, Fethullah Gulen a ținut o serie de prelegeri în fața a mii de oameni cărora le-a vorbit despre violență, anarhie și teroare. Între 1989 și 1991 acesta a predicat în Istanbul, iar în 1992 a plecat în SUA pentru a vorbi în fața comunității turcești de acolo. 
În martie 1999, Fethullah Gulen s-a mutat la recomandarea medicilor în SUA pentru a-și trata problemele cardiovasculare.  În 2000, a fost acuzat pe baza unor discursuri înregistrate, că are anumite ambiții politice de înlăturare a ordinii existente în Turcia. Aceste acuzații nu și-au dovedit viabilitatea și Fethullah Gulen a fost achitat în 2008.

## Lucrările sale
Fethullah Gulen este unul dintre cei mai influenți învățați musulmani din lume. Filosofia sa de a combina islamul cu modernitatea, cu toleranța religioasă a atras milioane de adepți, care au pus bazele a sute de instituții culturale și educaționale în toată lumea. Influențat de către Said Nursi, Fethullah Gulen pune spiritualitatea mai presus de orice. Acesta și-a păstrat ideile de toleranță religioasă și dialog interconfesional , cu toate că a fost acuzat de seculariști că dorește instaurarea shariei în Turcia și de către fundamentaliști că compromite islamul. Fethullah Gulen este autorul a 60 de cărți, care au inspirat milioane de oameni. 
Printre cărțile scrise de acesta pot fi amintite: Prophet Muhammad: Aspects of his Life, Questions and Answers about Faith, Pearls of Wisdom, Prophet Muhammed as Commander, Essentials of the Islamic Faith, Towards the Lost Paradise, Key Concepts in the Practice of Sufism. De asemenea, acesta a mai publicat și: The doubts generated by the century, From a seed to a tree, Concerning the problems of modern young people; In the shadow of faith, Endless light; Metaphysical change of existence, Truth about creation and evolution.

## Valorile și viziunile lui Gulen
Gulen privește cu naturalism pluralismul și diversitatea, acesta afirmând că este foarte important ca distincția dintre cei doi termeni să fie transmisă explicit oamenilor. El crede că diseminarea credinței într-o lume civilizată se poate face doar prin persuasiune. Toleranța este atât cuvântul – cheie, cât și practica.
Gulen este convins că turcii au aplicat și interpretat aceste concepte într-o manieră proprie încât poate fi folosită sintagma de ”islam turcesc”. Gulen menționează că ”abordările școlii hanefite și interpretările turcești domină mai mult de trei sferturi din lumea islamică. Islamul din Turcia are la bază principiile islamului ce se regăsesc în Coran și în sunna și cuprinde de asemenea interpretări ale acestor principii asumate de-a lungul istoriei poporului turc, odată cu sufismul. De aceea, islamul turcesc este mai cuprinzător, mai adânc, mai tolerant, bazat pe dragoste”. Referindu-se la pluralismul religios al islamului turcesc, respectiv al otomanilor și al selgiucizilor, F. Gulen afirmă că lumea musulmană are o reputație pozitivă în gestionarea problemelor cu evreii: nu au fost discriminați, nu a fost nici un Holocaust provocat de musulmani la adresa acestora, nu le-au fost negate drepturile fundamentale și nu a existat un genocid. Dimpotrivă, evreii au fost dintotdeauna  în momentele dificile, ca atunci când statul otoman i-a primit după expulzarea din Andaluzia.
Gulen este de asemenea tolerant cu pluralismul cultural și normativ propriu islamului. Acesta afirmă că alawiții îmbogățesc fără doar și poate cultura turcă și îi încurajează pe aceștia să treacă de la o cultură a oralității la una scrisă care să le prezerve identitatea.	
Fethullah Gulen susține ideea conform căreia, în pofida neajunsurilor pe care le are, sistemul politic democratic este singura opțiune viabilă”. Mai mult decât atât, el consideră că oamenii trebuie să participe activ la modernizarea și consolidarea instituțiilor democratice în vederea construirii unei societăți în care drepturile și libertățile să fie respectate și protejate, unde să fie garantată egalitatea de șanse. Conform lui Fethullah Gulen, umanitatea încă nu a descoperit un sistem de guvernare mai bun decât democrația.